# Katar na Letnich Igrzyskach Paraolimpijskich 2008
Katar na Letnich Igrzyskach Paraolimpijskich reprezentowało 2 zawodników.

## Kadra

### Lekkoatletyka
- Nasser Saed Al-Sahoti

### Podnoszenie ciężarów
- Ali Abdulla Mohamed